# Wanda (groupe)
Pour les articles homonymes, voir Wanda (homonymie).

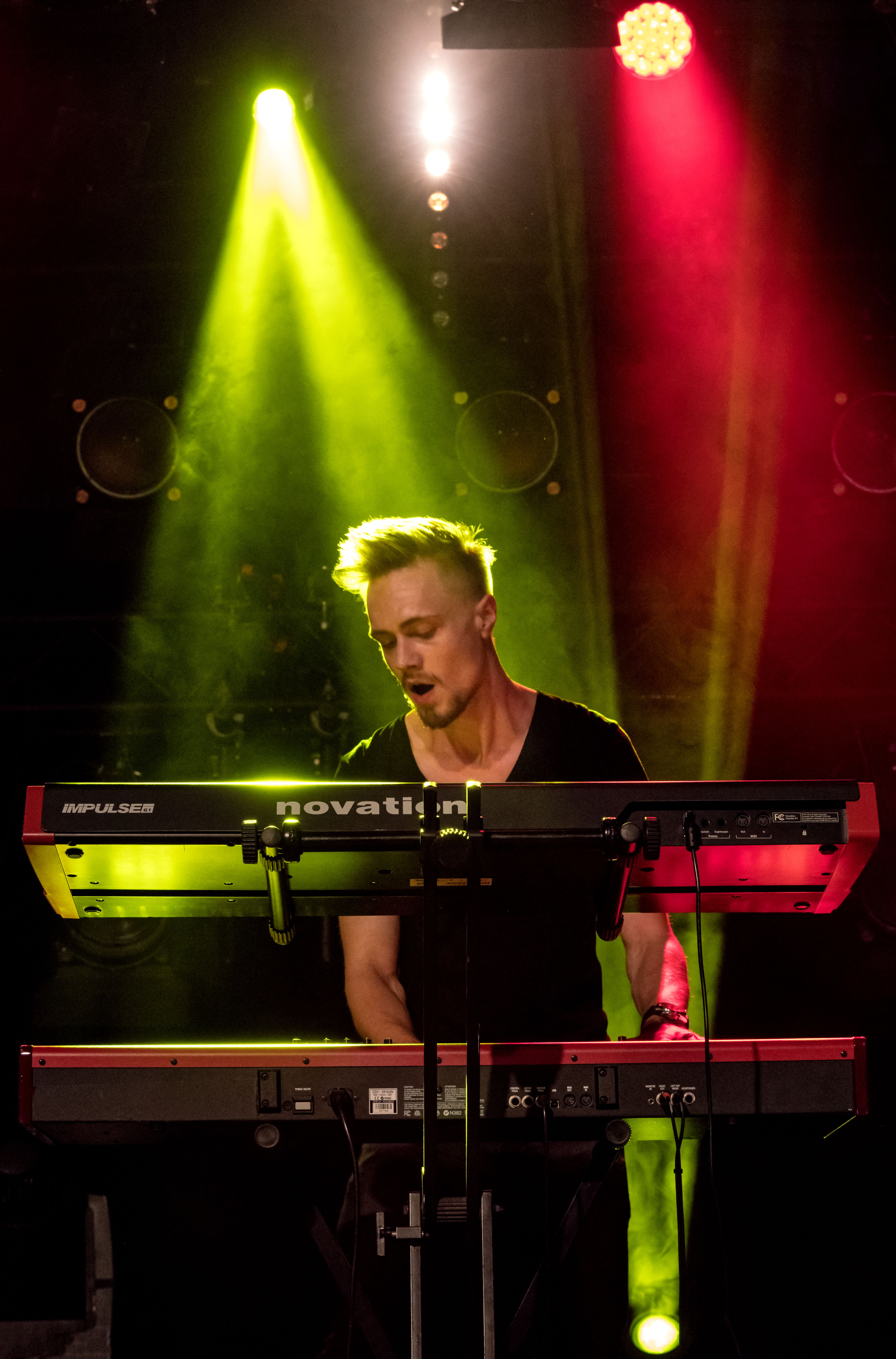
Zelt-Musik-Festival en 2016 à Fribourg-en-Brisgau, Allemagne

Wanda est un groupe pop autrichien, originaire de Vienne.

## Histoire
Wanda se forme à Vienne en 2012. Il prend le nom de Wanda d'après Wanda Kuchwalek, la Madame Claude viennoise. Son premier album, Amore, sort en 2014 sur le label autrichien Problembär Records et atteint la 13e place des ventes en Autriche. Le groupe fait une tournée dans les pays germanophones produite par Paul Gallister.
Wanda est nommé aux Amadeus Austrian Music Award en 2015 dans les catégories "Pop rock alternatif", "groupe de l'année", "Album de l'année", "Chanson de l'année" et remporte le FM4 Award.
Le 25 juillet 2015, Wanda annonce la sortie de son deuxième album Bussi pour le 2 octobre chez Vertigo Records. En août, le clip de Baby suscite une controverse médiatique, car y apparaît Ronja von Rönne, journaliste d’alors 23 ans, connue pour sa critique du féminisme. Le groupe se défend de faire des chansons engagées, il veut rester sur des chansons d'amour. Cependant l'album est numéro un des ventes, les quatre singles se classent dans les meilleures ventes.

## Discographie
Albums
- 2014 : Amore
- 2015 : Bussi

Singles
- 2014 : Auseinandergehen ist schwer
- 2015 : Bologna
- 2015 : Bussi Baby
- 2015 : Meine beiden Schwestern
- 2015 : 1,2,3,4

## Source de la traduction
- (de) Cet article est partiellement ou en totalité issu de l’article de Wikipédia en allemand intitulé « Wanda (Band) » (voir la liste des auteurs).